# 拓跋悉鹿
拓跋 悉鹿（たくばつ しつろく、拼音：Tuòbá Xīlù、? - 286年）は、鮮卑拓跋部の大人（たいじん：部族長）。拓跋力微の子。兄弟に拓跋沙漠汗・拓跋綽・拓跋禄官がいる。北魏の道武帝により章皇帝と追尊された。拓跋悉禄とも表記される。

## 生涯
277年、父の拓跋力微が104歳で死ぬと、子の拓跋悉鹿が後を継いで大人となった。当時、晋の征北将軍衛瓘の離間の計により、賄賂を受け取っていた烏桓王の庫賢が、部内を散々にかき乱しており、それまで従っていた諸大人は拓跋部から次々と離反していった。
286年、拓跋悉鹿が死ぬと、弟の拓跋綽が代わりに立った。